# Doomsday (canción de Architects)
«Doomsday» es una canción de la banda de rock británica Architects. Originalmente lanzado como sencillo independiente el 7 de septiembre de 2017, la canción se incluye en el octavo álbum de estudio de la banda, Holy Hell, lanzado el 9 de noviembre de 2018. Fue el primer material nuevo grabado por el grupo desde la muerte de su guitarrista principal original, principal y compositor Tom Searle en 2016. La canción fue escrita y autoproducida por la banda, con producción adicional del teclista de Bring Me the Horizon, Jordan Fish. 
"Doomsday" se ubicó en el puesto 17 en la lista de sencillos de rock y metal del Reino Unido.
También fue el tema oficial del evento histórico de la empresa deportiva WWE: NXT UK TakeOver: Blackpool.

## Composición y letra
"Doomsday" evolucionó a partir de una canción que originalmente fue parcialmente escrita por el ex guitarrista principal de Architects, Tom Searle, durante las sesiones del séptimo álbum de la banda, All Our Gods Have Abandoned Us. Tras la muerte del guitarrista el 20 de agosto de 2016, su hermano Dan (el baterista del grupo) completó la letra de la canción en preparación para su lanzamiento. La pista fue finalmente acreditada a Architects como colectivo. Searle comentó sobre su lanzamiento que "Completarlo para él fue una gran responsabilidad". Los temas líricos dentro de "Doomsday" han sido relacionados con la muerte de Searle por los críticos, especialmente líneas como "dicen que los buenos mueren jóvenes". Escribiendo para Noisey, Tom Connick explicó que la canción "trata sobre los sentimientos conflictivos [de Dan] con respecto a la pérdida, y es un marcador del equilibrio de Architects frente a la tristeza extrema".

## Video musical
El video musical de "Doomsday" fue dirigido por Stuart Birchall, quien previamente había trabajado en varios otros videos para la banda, más recientemente para el sencillo principal de All Our Gods Have Abandoned Us "A Match Made in Heaven" en 2016. Según Zoe Camp de la revista Revolver, "encuentra a los miembros de la banda rompiendo la canción con un telón de fondo estrellado, actuando con tanta intensidad que, a veces, parecen separarse". La columnista de Metal Hammer, Eleanor Goodman, lo describió como "un video conmovedor que presenta al hermano gemelo de Tom, el baterista Dan, suspendido en la extensión del universo".

## Personal
Architects
- Sam Carter – Voz
- Alex Dean – Bajo y teclados
- Dan Searle – Batería y programación
- Adam Christianson – Guitarra rítmica
- Josh Middleton – Guitarra líder y coros

Personal adicional
- Jordan Fish – Productor